# Košice
Košice (tysk: Kaschau, ungarsk: Kassa, latin: Cassovia) er med et indbyggertal på ca. 235.000 den næststørste by i Slovakiet.
Košice ligger i det østlige Slovakiet, i regionen Košice. Den ligger kun 20 kilometer fra grænsen til Ungarn, 80 kilometer fra grænsen til Ukraine og 400 kilometer fra den slovakiske hovedstad Bratislava. Byen har et totalt areal på 242,77 km² 

## Ekstern henvisning
- Officielt netsted

- Wikimedia Commons har flere filer relateret til Košice